# Leighton (Cheshire)
Leighton è un villaggio e parrocchia civile dell'Inghilterra, appartenente alla contea del Cheshire.